# Ranunculus abortivus
Ranunculus abortivus L. – gatunek rośliny z rodziny jaskrowatych (Ranunculaceae Juss.). Występuje naturalnie w Kanadzie oraz Stanach Zjednoczonych.

## Rozmieszczenie geograficzne
Rośnie naturalnie w Kanadzie i Stanach Zjednoczonych. W Kanadzie występuje w Jukonie i zachodniej części Terytorium Północno-Zachodniego oraz w prowincjach Nowa Fundlandia i Labrador, Nowa Szkocja, Ontario, Quebec, Wyspa Księcia Edwarda, Manitoba, Saskatchewan i północnej części Alberty. W Stanach Zjednoczonych ten gatunek można spotkać w stanach: Alaska, Connecticut, Indiana, Maine, Massachusetts, Michigan, New Hampshire, New Jersey, Nowy Jork, Ohio, Pensylwania, Rhode Island, Vermont, Wirginia Zachodnia, Illinois, Iowa, Minnesota, Missouri, Nebraska, Dakota Północna, Oklahoma, Dakota Południowa, Wisconsin, Kolorado, Idaho, Montana, Waszyngton, Wyoming, Alabama, Arkansas, Delaware, północne część Florydy, Georgia, Kentucky, Luizjana, Maryland, Missisipi, Karolina Północna, Karolina Południowa, Tennessee, Wirginia oraz Teksas.

## Morfologia
PokrójBylina o nagich pędach. Dorasta do 10–60 cm wysokości.
LiścieMają nerkowaty lub okrągły kształt, czasami są trójdzielne. Mają 1,5–4 cm długości oraz 2–5 cm szerokości. Nasada liścia ma sercowaty kształt. Są karbowane lub falisto wcięte, z zaokrąglonym lub tępym wierzchołkiem.
KwiatySą pojedyncze. Działki kielicha są nagie i mają 2–4 mm długości. Mają 5 płatków o żółtej barwie. Dorastają one do 1–4 mm długości.
OwoceNagie niełupki zebrane w owalnych główkach. Mają 1–2 mm długości.

## Biologia i ekologia
Rośnie w lasach i na łąkach. Występuje na wysokości do 3100 m n.p.m. Kwitnie od marca do lipca. Jest rośliną trującą dla ssaków. 

## Zastosowanie
Niektóre plemiona Indian północnoamerykańskich używały tego gatunku w medycynie tradycyjnej.